# Ljubine (Ključ)
Ljubine (szerbül: Љубинe) kihalt szerb falu Bosznia-Hercegovinában, a Bosznia-hercegovinai Föderáció Una-Szanai kantonjában, Ključ községben. Ljubine falunak a föderáció területén maradt, nagyobbik része.

## Fekvése
Bosznia-Hercegovina nyugati részén, Bihácstól légvonalban 87, közúton 103 km-re délkeletre, Ključtól légvonalban 5, közúton 10 km-re délkeletre, a Szana völgye felett elterülő hegyvidéki területen fekszik. 

## Népessége
| Nemzetiségi csoport | Népesség 1991 | Népesség 2013 |
| ------------------- | ------------- | ------------- |
| Szerb               | 150           | 0             |
| Bosnyák             | 0             | 0             |
| Horvát              | 1             | 0             |
| Jugoszláv           | 0             | 0             |
| Egyéb               | 2             | 0             |
| Összesen            | 153           | 0             |

## Története
Ljubine falu 1878-ig tartozott az Oszmán Birodalomhoz, majd az Osztrák-Magyar Monarchia része lett. A monarchia szétesésével 1918-ben előbb a Szerb-Horvát-Szlovén Királyság, majd 1929-től a Jugoszláv Királyság része. 1945-től a település a szocialista Jugoszlávia része volt. 1995-ben a Sana hadművelet során a Bosznia-hercegovinai hadsereg ötödik hadteste elfoglalta és felégette a falut. A szerb lakosság többsége elmenekült a visszavonuló szerb csapatokkal, azóta a település lakatlan. A daytoni békeszerződést követő területfelosztási megállapodás során a falu területét megosztották a föderáció és a boszniai Szerb Köztársaság között. Ennek során Ljubine falunak egy 3,46 km2 területű része a Szerb Köztársasághoz tartozó Ribnik községhez került, míg a 8,84 km2 területű rész a föderáció területén, Ključ községben maradt.